# Hycleus kersteni
Hycleus kersteni es una especie de coleóptero de la familia Meloidae.

## Distribución geográfica
Habita en Mauritania.